# Saulxures-lès-Vannes
Saulxures-lès-Vannes is een gemeente in het Franse departement Meurthe-et-Moselle (regio Grand Est) en telt 373 inwoners (2004). De plaats maakt deel uit van het arrondissement Toul.

## Geografie
De oppervlakte van Saulxures-lès-Vannes bedraagt 18,5 km², de bevolkingsdichtheid is 20,2 inwoners per km².
De onderstaande kaart toont de ligging van Saulxures-lès-Vannes met de belangrijkste infrastructuur en aangrenzende gemeenten.

## Demografie
Onderstaande figuur toont het verloop van het inwonertal (bron: INSEE-tellingen).